# Johan Attersand
Johan Attersand, född 15 februari 1974, en svensk före detta friidrottare (tresteg) tävlande för Hammarby IF. Han vann SM-guld i tresteg utomhus år 2005.

## Personliga rekord
| Utomhus - Längdhopp – 6,68 (Enskede 9 juli 1998) - Tresteg – 15,96 (Norrtälje 11 juli 2005) - Tresteg – 15,54 (Helsingborg 21 augusti 2005) - Kulstötning – 9,79 (Halmstad 6 juli 2013) | Inomhus - Tresteg – 15,61 (Göteborg 17 februari 2001) |